# Club Petrolero
Club Atletico Petrolero del Gran Chaco – boliwijski klub piłkarski z siedzibą w mieście Yacuíba.

## Osiągnięcia
- Mistrz drugiej Liga Nacional B: 2011-12